# Communauté de communes Les Coteaux d'Azur
La communauté de communes Les coteaux d'Azur est une ancienne structure intercommunale regroupant deux communes des Alpes-Maritimes. La commune-centre était Le Broc.

## Histoire
Jusqu'au 28 juillet 2009, Carros était également membre de la communauté de communes. La ville a souhaité se retirer pour rejoindre la communauté urbaine Nice Côte d'Azur. 
En mai 2013, les conseils municipaux des communes du Broc et de Gattières votent la dissolution de la communauté de communes Les Coteaux d'Azur et leur entrée dans la métropole Nice Côte d'Azur à compter du 1er janvier 2014,.

## Composition
| Nom             | Code Insee | Gentilé    | Superficie (km2) | Population (dernière pop. légale) | Densité (hab./km2) |
| --------------- | ---------- | ---------- | ---------------- | --------------------------------- | ------------------ |
| Le Broc (siège) | 06025      | Brocains   | 18,65            | 1 397 (2014)                      | 75                 |
| Gattières       | 06064      | Gattierois | 10,03            | 4 108 (2014)                      | 410                |

## Pour approfondir